# Cireașa de pe tort
Cireașa de pe tort este o emisiune culinara difuzată de Prima TV. Prezentator este Horia Vârlan.

## Format
În fiecare săptămână sunt invitate 4 vedete ce vor pregăti un meniu mai mult sau mai puțin comestibil, pe care trebuie să îl servească celorlalți 3 invitați. La sfârșitul fiecărei mese pregătite de o vedetă, celelalte vor da o notă pentru masa pregătită de gazda din acel episod. La sfârșitul săptămânii se va alege, pe baza punctajului (maxim 30 pct), câștigătorul ce va primi titlul de „Gazda Perfectă”.

## Premii
Premiile TV Mania
- Cel mai bun reality-show: 2010[1] și 2011[2]